# Die alte Katze und die junge Maus

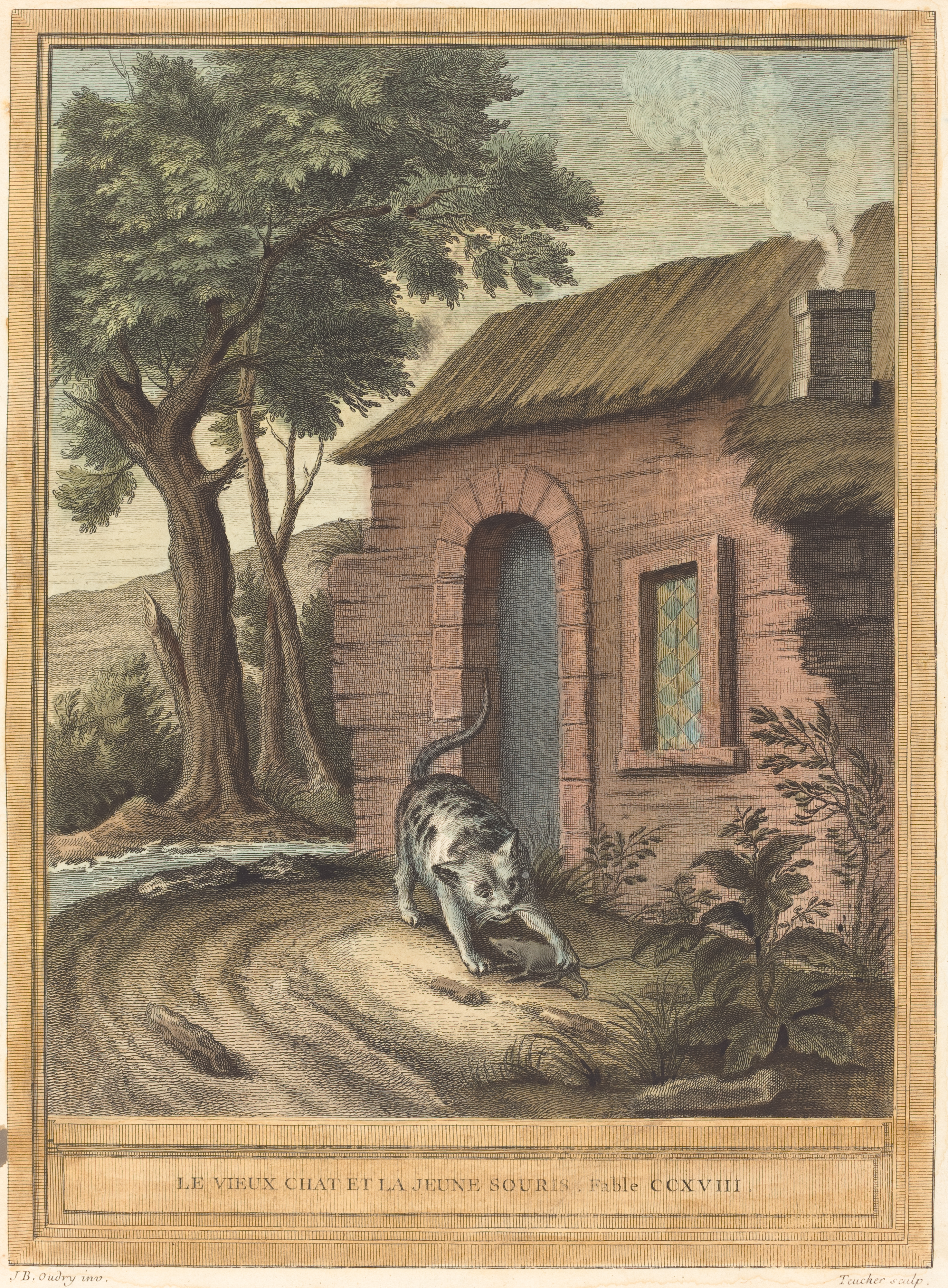
Le vieux chat et la jeune souris

Die alte Katze und die junge Maus (franz. Le vieux chat et la jeune souris) ist die fünfte Fabel aus dem zwölften und letzten Buch der Sammlung Fables Choisies, Mises En Vers von Jean de La Fontaine.
Der Fabel geht die vierstrophige Widmung mit dem Titel A monseigneur le duc de bourgogne an den Duc von Bourgogne voran, welcher dem Fabeldichter eine Fabel namens Le Chat et la Souris (Die Katze und die Maus) befohlen hat. Der Dichter hebt in dieser Widmung seine untergeordnete Stellung hervor, indem er mehrmals das Machtgefälle zwischen sich und dem jungen Prinzen betont. Dies kann als gelungener Versuch gewertet werden, unter den gegebenen Machtverhältnissen die künstlerische Freiheit wenigstens teilweise zu bewahren. La Fontaine erweitert den vom Prinzen verlangten und in der Widmung genannten Titel jedoch in „Le vieux chat et la jeune souris“ (Die alte Katze und die junge Maus), um den Kontrast zwischen Alt und Jung aufzuzeigen.   
Die eigentliche Fabel berichtet dann von einer unerfahrenen Maus, die sich vergeblich Gnade von der alten Katze erbittet. Die Moral lautet: 

„Die Jugend schmeichelt sich, dass alles sie vermag;
Stets unbarmherzig ist das Alter.“

Zwar identifiziert sich der Dichter als Befehlsempfänger mit der Maus, dabei stünde ihm aufgrund seines Alters und seiner Erfahrung die Rolle der Katze zu, die dem Bitten der Jugend keine Achtung schenkt.